# Long take
Il long take è una tecnica cinematografica che consiste di un'inquadratura di lunga durata che ha lo scopo di eliminare, o almeno limitare, l'uso del montaggio cinematografico. In italiano è stato assimilato "in piano sequenza", al quale poi sono state additate delle caratteristiche aggiuntive rispetto al termine originale. Tuttavia, non ci sono reali differenze tra le due terminologie ma, invece, sono presenti vari modi di applicazione della tecnica di ripresa. A questo si preferisce il montaggio interno, sviluppato sul piano dei movimenti di macchina, sullo sviluppo dei campi e dei piani e sulla messa in scena articolata. 

## Esempi
Nel film Fino all'ultimo respiro (1960) di Jean-Luc Godard, è un long take la scena in cui i due personaggi passeggiano lungo gli Champs Elysées, ripresi da una carrellata senza interruzioni che prima li segue, poi li precede quando tornano sui loro passi. Se si tralascia una leggera differenza di velocità tra macchina e attori, Godard ripropone questa situazione rispettando l'unità di spazio-tempo, come voleva André Bazin, e senza grossi interventi discorsivi sulla realtà rappresentata.
Ne Il cimitero del sole (1960), Nagisa Ōshima fa un uso particolare della combinazione tra montaggio, long take e piano sequenza. La scena in questione mostra due giovani che camminano su un prato. A un certo punto uno dei due estrae un coltello. Questa prima parte è rappresentata con un gioco di montaggio di brevi inquadrature e poi si apre un long take che mostra lo scontro tra i due, con un'inquadratura in campo lungo che ruota leggermente intorno ai due personaggi senza mai avvicinarsi. Al contrario di come avrebbe fatto un film costruito col découpage classico, la scena di maggior intensità drammatica della storia è resa in modo non chiaro e la lontananza porta lo spettatore quasi a dover immaginare cosa stia succedendo.